# Parque nacional Lesueur
Lesueur National Park es un parque nacional a caballo entre el límite entre los Wheatbelt y las regiones del Mid West de Australia Occidental ( Australia ), 211 kilómetros al norte de Perth. El parque fue declarado en 1992. Incluye una meseta conocida como Monte Lesueur, y soporta una gran diversidad de flora.

## Flora

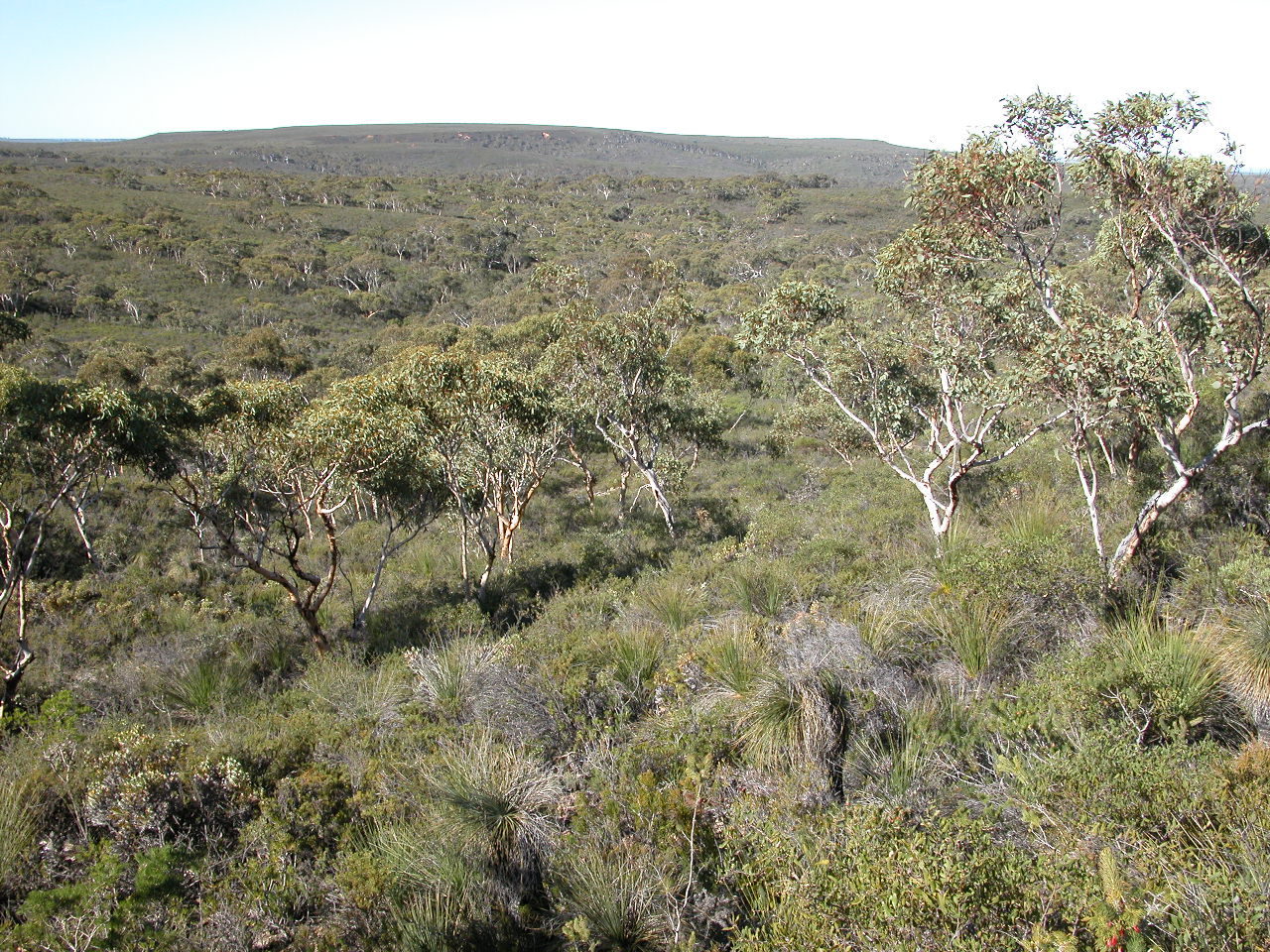
Eucalyptus arbolado con un sotobosque diverso

El Parque Nacional Lesueur radica en la bioregión de Geraldton Sandplains, que se caracteriza por la gran cantidad de maleza con un elevado número de plantas de la familia Proteaceae.
La vegetación en el parque es estructuralmente compleja, con parches de bosque entre los matorrales.
Hay más de 900 especies nativas de plantas en el parque, muchas de las cuales son endémicas. Raras o especies amenazadas incluyen la Grevillea batrachioides, Acacia forrestiana, la Hakea megalosperma y el Eucalyptus lateritica.
El parque es el límite norte de Eucalyptus marginata y Corymbia haematoxylon, ambos de los cuales crecen como mallees en lugar de la forma más habitual de árbol alto.
El Parque Nacional Lesueur se ve amenazada por los efectos de la Phytophthora cinnamomi, una enfermedad que mata a las plantas y se extiende a través del movimiento de tierra infectada o el agua.